# Chionothrix somalensis
Chionothrix somalensis là loài thực vật có hoa thuộc họ Dền. Loài này được (T.Moore) Hook.f. mô tả khoa học đầu tiên năm 1880.